# Comité pour la défense des droits de l’Homme en URSS
Le Comité pour la défense des droits de l’Homme en URSS a été créé en 1970 par Valery Chalidzé (en), Andreï Sakharov et Andreï Tverdokhlebov (en).